# Łąka (gmina)
Gmina Łąka – dawna gmina wiejska funkcjonująca w latach 1941–1944 pod okupacją niemiecką w Polsce. Siedzibą gminy była Łąka.
Gmina Łąka została utworzona przez władze hitlerowskie z terenów okupowanych przez ZSRR w latach 1939–1941, stanowiących przed wojną zniesioną gminę Dorożów (a także część – Prusy – niezniesionej gminy Dublany) w powiecie samborskim w woj. lwowskim.
Gmina weszła w skład powiatu drohobyckiego (Kreishauptmannschaft Drohobycz), należącego do dystryktu Galicja w Generalnym Gubernatorstwie. W skład gminy wchodziły miejscowości: Bilina Wielka, Byków, Dorożów, Glinne, Łąka, Majnicz, Ortynice, Prusy i Tatary.
Po wojnie obszar gminy włączono do ZSRR.